# معتصم فضل جلابي
معتصم فضل جلابي (1956 - 1996)، هو شاعر وقاص ومترجم سوداني. ولد الجلابي في مدينة أم درمان عام 1956م، وتخرج من كلية الاقتصاد والعلوم السياسية بجامعة القاهرة عام 1983م، وله عدة كتب مترجمة في مجال التسويق والإدارة، وقصائد وقصص ودراسات نقدية منشورة، وكان قد دفع بمجموعته القصصية الأولى إلى المطبعة قبل أيام من وفاته. توفي عام 1996م بمدينة الرياض عاصمة السعودية.